# 上奥拉
上奥拉（德語：Oberaula）是德国黑森州的一个市镇。总面积43.95平方公里，总人口3157人，其中男性1560人，女性1597人（2011年12月31日），人口密度72人/平方公里。